# Штандарт (фрегат, 1824)
«Штанда́рт» — 44-пушечный парусный фрегат Черноморского флота Российской империи. Был заложен 26 мая (7 июня) 1822 года на Херсонской верфи, спущен на воду 21 мая (2 июня) 1824 года и вошёл в состав Черноморского флота. Участвовал в Русско-турецкой войне 1828—1829 годов.

## История службы
После спуска на воду корабль перешёл из Херсона в Севастополь, а в 1825 году находился с эскадрой в практическом плавании в Чёрном море. 21 апреля (3 мая) 1824 года с эскадрой вице-адмирала Грейга «Штандарт» вышел из Севастополя и 2 (14) мая прибыл в Анапу. 7 (19) мая фрегат участвовал в обстреле крепости и получил три пробоины. С 8 (20) по 10 (22) мая корабль ходил в Суджук-Кале на перехват турецких судов, а 15 (27) мая принял на борт раненных и ушёл в Севастополь с эскадрой вице-адмирала Ф. Ф. Мессера, после чего пошёл к мысу Калиакра для прикрытия судов, доставляющих снабжение в войскам в порты Румелии и блокады Варны. Корабль осуществлял крейсерство у пролива Босфор.
22 июля (3 августа) фрегат с флотом подошёл к Варне, 24 июля (5 августа) отправился из Кюстендже в Одессу для доставки дипломатического корпуса, а 8 (20) августа доставил к Варне пополнение войск. С 10 (22) августа по 11 (23) сентября «Штандарт» три раза отвозил в Одессу раненных и доставлял в Варну свежие войска. 13 (25) сентября фрегат вышел из Варны и отправился крейсировать к Босфору. После того, как 16 (28) ноября на замену пришёл бриг «Ганимед», «Штандарт» вернулся в Севастополь.
28 марта (9 апреля) 1829 года «Штандарт» в составе отряда соединился с флотом, находившемся у Сизополя, а в апреле крейсировал у Босфора, после чего присоединился к отряду капитана 1 ранга И. С. Скаловского, с которым пошёл вдоль анатолийского берега.
25 апреля (7 мая) 1829 года было обнаружено 9 (по другим данным — 15) турецких судов. Фрегат с бригом «Мингрелия» преследовал турок и подошёл к бухте Шали. В бою, с помощью гребных судов, было захвачено два турецких судна, остальные выбросились на берег либо были сожжены.
8 (20) мая «Штандарт» привёл в Сизополь взятые в плен суда, а 12 (24) мая вновь вышел в Босфору, где 14 (26) мая была встречена турецкая эскадра. «Штандарту», а также находящемуся с ним в отряде бригу «Орфей» удалось уйти, в то время, как более тихоходный бриг «Меркурий» отстал и был вынужден принять неравный бой. На следующий день фрегат встретился с флотом и сообщил об обнаружении турецкой эскадры.
С 23 мая (4 июня) по 25 мая (6 июня) «Штандарт» выходил к Агатополю, 3 (15) июня вышел к Синопу, а 4 (16) июля вернулся в Сизополь. 9 (21) июля с эскадрой Грейга «Штандарт» пришёл к осаждённой русскими войсками Мессемврии и принял участие в её бомбардировке, в результате чего 10 (22) июля крепость капитулировала. После этого фрегат с эскадрой крейсировал у Босфора, после чего 25 августа (6 сентября) вернулся к Сизополю. 28 августа (9 сентября) вместе с кораблём «Норд-Адлер» фрегат вышел к Мессемврии для обеспечения спуска на воду захваченного у турок корвета, после чего пришёл в Севастополь.
В 1830 году с эскадрой контр-адмирала Кумани «Штандарт» перевозил русские войска из Румелии в Россию. Принимал участие в подготовке экспедиции Черноморского флота в Босфор в 1833 году.
5 декабря (17 декабря) 1832 года фрегат вышел из Севастополя, чтобы доставить в Александрию генерал-лейтенанта Н. Н. Муравьёва для переговоров с египетским пашой. «Штандарт» находился в Александрии с 1 (13) по 11 (23) января 1833 года, после чего отправился в Константинополь, куда 8 (20) февраля прибыла эскадра контр-адмирала Лазарева. 28 июня (10 июля) фрегат принял на борт войска, вышел из Бююк-дере и 2 (14) июля высадил войска в Феодосии и вернулся с эскадрой в Севастополь. Во время экспедиции фрегат находился в неудовлетворительном состоянии. Начальник штаба черноморского флота М. П. Лазарев писал своему другу А. А. Шестакову, характеризуя состояние кораблей эскадры:

Небольшой ветерок, что я имел из Феодосии, доказал, что из 11 кораблей, которых Черноморский флот имел в Босфоре, годных только шесть, а остальные гнилы как в корпусе, так и в рангоуте. «Париж» совершенно гнил, и надобно удивляться, как он не развалился… «Пимен», кроме гнилостей в корпусе, имеет все мачты и бушприт гнилыми до такой степени, что чрез фок-мачту проткнули железный шомпол насквозь!! Как она держалась, удивительно… «Пантелеймон» также весь гнил, а фрегат «Штандарт» от открывшейся сильной течи… чуть не утонул. Итак, Черноморский флот ныне состоит из 6 только годных кораблей…

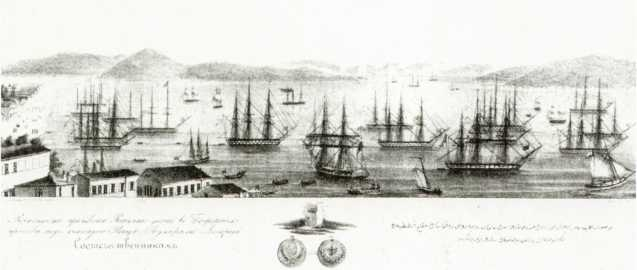
Эскадра Черноморского флота в Босфоре. Гравюра 1830-х годов

В 1835 году в Севастополе «Штандарт» был тимберован. После ремонта фрегат принимал участие в создании Кавказской укреплённой береговой линии, высаживая десанты, которые основали укрепления на мысе Адлер, в устях рек Туапсе, Шапсухо и Субаши.
В 1841 году фрегат был переоборудован в магазин.

## Командиры фрегата
Командирами фрегата «Штандарт» в разное время служили:
- Е. Д. Папаегоров (1824—1825 годы);
- А. Г. Конотопцев (1828 год);
- П. Я. Сахновский (до 26 мая (7 июня) 1829 года);
- А. С. Ушаков (с 26 мая (7 июня) 1829 года) по 1820 год);
- П. И. Щербачёв (1831—1833 годы);
- Н. И. Воронов (1836—1837 годы);
- С. Н. Абрютин (1838—1839 годы).